# Cyrenella
Cyrenella är ett släkte av svampar. Cyrenella ingår i klassen Cystobasidiomycetes, divisionen basidiesvampar och riket svampar.
|           | Naohideales                         |
|           |                                     |
|           | Erythrobasidiales                   |
|           |                                     |
|           | Cystobasidiales                     |
|           |                                     |
|           | Sakaguchia                          |
|           |                                     |
| Cyrenella | \| \| Cyrenella elegans \| \| \| \| |
|           | \| \| Cyrenella elegans \| \| \| \| |
|           | Cyrenella elegans                   |
|           |                                     |

|  | Cyrenella elegans |
|  |                   |